# ZCCHC17
ZCCHC17‏ (Zinc finger CCHC-type containing 17) هوَ بروتين يُشَفر بواسطة جين ZCCHC17 في الإنسان.